# سیول
رودخانه سیول (به انگلیسی: Sioule) رودخانهای است که در فرانسه جریان دارد.